# اچ‌ام‌اس چیپوی (۱۸۱۲)
اچ‌ام‌اس چیپوی (۱۸۱۲) (به انگلیسی: HMS Chippeway (1812)) یک کشتی است. این کشتی در سال ۱۸۱۰ ساخته شد.